# کنسول روم
کنسول‌ها (به لاتین: consules، «کسانی که مشترکاً تصمیم می‌گرفتند») دو کلانتر∗ در جمهوری روم بودند که هرساله انتخاب می‌شدند و مشترکاً اقتدار عالی مدنی و نظامی را اعمال می‌کردند. منصب کنسولی پس از دیکتاتور مهم‌ترین منصب کلانتری در جمهوری محسوب می‌شد. پولیبیوس آن را چنین وصف می‌کند:
«کنسول‌ها… قدرت را در تمامی امور عمومی روم اعمال می‌کنند. بقیه کلانترها، به استثنای تریبونوس پلبیس‌ها، باید از فرامین وی اطاعت می‌کردند.»— پولیبیوس، The Histories, VI, 12. 1-3
این منصب در ۵۰۹ قبل از میلاد با خلع لوکیوس تارکوئینیوس متکبر و براندازی رژیم پادشاهی و تأسیس جمهوری روم ایجاد شد. نخستین دو کنسولی که این منصب را عهده‌دار شدند تمامی اقتدار و نشان‌های پادشاهان رژیم سابق را به ارث بردند، جز اینکه تنها یکی از آن دو فاشیس حمل می‌کرد، با این هدف که از خوف و وحشت ناشی از دیدن دو فاشیس جلوگیری کنند. کنسولان هرساله تعویض می‌شدند و مجمعی به‌نام مجمع کنتوریاها آنان را برمی‌گزید.
مونتسکیو، نویسندهٔ فرانسوی، در فصل اول کتاب ملاحظاتی درباب علل عظمت و انحطاط روم می‌گوید که انتخاب هرسالهٔ کنسولان یکی از اسباب عظمت روم بوده است، چراکه کنسول، با آگاهی از اینکه در پایان سال تغییر می‌کند، همواره کمر به خدمت‌گزاری می‌بست و برای تحصیل نام نیک تلاش می‌کرد و شور و عشق خدمت جانشین تن‌آسانی و ستمگری شاهان شده بود.
در دوران امپراتوری روم، منصب کنسولی ابقا شد امّا انتصاب در اختیار امپراتور قرار گرفت و پس از تأسیس کنستانتینوپل، یک کنسول برای امپراتوری روم غربی و یکی هم برای امپراتوری روم شرقی انتخاب می‌شد، و این روند در روم حتی پس از سقوط امپراتوری روم غربی تا ۵۳۴ (پادشاهی استروگت‌ها) میلادی پابرجا ماند و در امپراتوری روم شرقی نیز تا ۵۴۱.

## ریشهٔ واژه
این واژه از نام خداوندگار کنسوس∗مشتق می‌شود، خدایی که «مشاوره می‌داد»؛ کاری که این دو کلانتر ارشدِ جمهوری باید انجام دهند.  اهمیت این منصب چنان بود که در گاه‌شماری رومی هرسال را به‌نام کنسول‌های انتخابیِ آن سال می‌شناختند.

## شرایط و صلاحیت
در کورسوس هونوروم منصب کنسولی هدفی نهایی بود که رومیان جاه طلب آنرا تعقیب می‌کردند.
در طول دوران جمهوری، با انتشار Lex Villia annalis در سال ۱۸۰ قبل از میلاد، حداقل سن برای انتخاب به عنوان کنسول برای پاتریسی‌ها ۴۰ سال و برای پلبی‌ها ۴۲ سال تعیین شد؛ در حالی که قبل از آن انتصاباتی به این سِمت در سنین بسیار پائینتر هم رخ داده بودند، برای نمونه مارکوس والریوس کورووس∗ در ۳۴۹ قبل از میلاد تنها در ۲۳ سالگی برای اولین بار کنسول شد و در ۴۰ سالگی برای چهارمین بار این منصب را عهده‌دار شد. همچنین پس از انتشار قانون Lex Villia annalis استثناهایی بر قانون نامبرده دیده شد، برای نمونه اسکیپیو امیلیانوس∗ در ۳۸ سالگی کنسول شد، گنئو پومپه کبیر در ۳۶ سالگی، و گایوس ماریوس جوانتر در ۲۶ (یا ۲۸) سالگی. در دوران امپراتوری، زمانی که این منصب دیگر تقریباً تمامی کارکرد عملی اش را از دست داده بود، منصب کنسولی بدون اعمال قانون محدودیت سنی واگذار می‌شد.
به همان طریق، بر مبنای Lex Villia annalis می‌بایستی دوره ای حداقل ۱۰ساله بگذرد تا انتخاب مجدد به کنسولی ممکن شود، محدودیتی که تا قبل از آن سابقه نداشت و البته بارها در اواخر دوران جمهوری نادیده گرفته شد: از گایوس ماریوس ــ که شش مرتبه در هشت سال به مقام کنسولی دست یافت ــ گرفته تا گایوس یولیوس سزار ــ که چهار مرتبه در پنج سال به این مقام نائل آمد.
کنسول‌ها توسط مردمی که در مجمع چنتوراتا گردآمده بودند انتخاب می‌شدند. در دوران جنگ، اولین ملاک در انتخاب کنسول همانا توانایی‌های نظامی و اشتهار وی بود، امّا در تمامی مواردْ انتخاب وی مفهومی سیاسی بود. در ابتدا تنها پاتریسی‌ها می‌توانستند کنسول شوند. با قانون موسوم به Leges Liciniae Sextiae (در ۳۶۷ قبل از میلاد) پلبی‌ها هم حق انتخاب یک کنسول را بدست آوردند؛ اولین کنسول از طبقه پلبی‌ها لوسیوس سکستیوس لاترانوس∗ (در ۳۶۶ قبل از میلاد) بود.

## اقتدارات
دو کنسول در میان کلانتر∗های جمهوری روم بالاترین درجه را داشتند. با اقتدار خود تمامی امور عامه را اداره می‌کردند، از جمله معرفی سفیران بیگانه به سنا. در واقع، هیچ‌یک از قدرت‌ها، نه قدرت انحصاری سنا و نه دیگر کلانترها، مافوق دو کنسول نبودند. پس از انتخابشان به عنوان کنسول، ایمپریوم∗ را از مجمع دریافت می‌داشتند. می‌توانستند امور عمومی را جهت بحث و بررسی در سنا مطرح کنند.
کنسول‌ها نشست‌های سنا و مجامع شهروندی-مردمی را تشکیل داده و بر آن‌ها ریاست می‌کردند، و دارای مسئولیت اجرای سیاست‌ها و قوانین مصوب نهادهای نامبرده بودند. پولیبیوس می‌گوید:
«بر کنسول‌ها است که نشست‌ها (مجامع) را سازمان دهند، قوانین را پیشنهاد کنند، و در اموری که به مردم واگذار شدهْ فرامین مردم را اجرا کنند. به هنگام آمادگی برای جنگ و هدایت کلی نبرد نیز اقتدار آنان تقریباً تام است؛ آنان می‌توانند مالیاتی که صلاح می‌دانند را به متحدین تحمیل کنند، تریبون‌های نظامی∗ را منصوب کنند، فهرست سربازان را تنظیم و مناسب‌ترین آنان را برای جنگ گزینش کنند.»— پولیبیوس، The Histories, VI, 12. 3-7
همچنین اقتدار تام بر سربازان خود داشتند و می‌توانستند هریک از سربازان را تنبیه کنند؛ نیز از سوی سنا به آنان منابع مالی کافی اهدا می‌شد تا ارتش‌های خود را اداره و هدایت کنند، و مختار بودند هر مقدار از خزانه عمومی (بیت المال) که صلاح می‌دانند را خرج کنند، و برای همین یک کوایستور اوربانوس∗ آنان را همراهی می‌کرد که از فرامینشان کاملاً اطاعت می‌کرد. به هنگام ترک منصب، کنسول‌ها مؤظف بودند گزارش اقدامات خود را به مردم بدهند.

## طول مدت
مبارزات انتخاباتی یکسال زودتر در تابستان برگزار می‌شدند، ژولیوس سزار در ژوئیه ۶۰ قبل از میلاد برای سال ۵۹ق. م انتخاب شد و برای همین ناچار شد تریومف را رها کند تا بدون ارتش در روم حاضر شود. دو کنسول نام‌بخش بودند، به گونه ای که سال خدمتشان با نام آنان شناخته می‌شد. برای نمونه سال ۵۹ق. م برای رومیان سال «کنسولی سزار و بیبولوس» شناخته می‌شد، چرا که دو کنسول عبارت بودند از ژولیوس سزار و مارکوس کالپورنیوس بیبولوس∗(البته جناح سزار چنان تسلط یافت که بیبولوس نتوانست وظایف خود را به درستی انجام دهد به طوری که آن سال را به شوخی سال «کنسولی ژولیوس و سزار» نامیدند).
اگر یک کنسول در طول مدت کنسولی اش فوت می‌شد (اتفاقی که وقتی کنسول‌ها در هنگام نبرد در خط مقدم ارتش بودند چندان بعید نبود)، یا از منصبش برکنار می‌شد، شخص دیگری توسط مجمع چنتوراتا انتخاب می‌شد که «کنسول سوفکتوس∗» نامیده می‌شد، تا باقی دوران زمامدای کنسول متوفی را تکمیل کند. کنسولی که در آغاز سال انتخاب می‌شد را «کنسول اوردیناریوس∗» می‌نامیدند که پرستیژ بیشتری نسبت به کنسول سوفکتوس داشت، تا حدی بدین خاطر که سال را به نام کنسول اوردیناریوس نام گذاری می‌کردند.
زمانی که دوره زمامداری به پایان می‌رسید، عنوان افتخاری «consulare» را در سنا حفظ می‌کرد، اما باید ده سال منتظر می‌ماند تا بتواند دوباره به کنسولی انتخاب شود.
تاریخی که کنسول‌ها منصب را برعهده می‌گرفتند تفاوت می‌کرد. از سال ۲۲۲ ق. م تا ۱۵۳ ق. م آنان در ۱۵ مارس سِمت را عهده‌دار می‌شدند؛ از ۱۵۳ ق. م بدین سوی این تاریخ به اول ژانویه تغییر یافت.

## اقتدارات فوق‌العاده

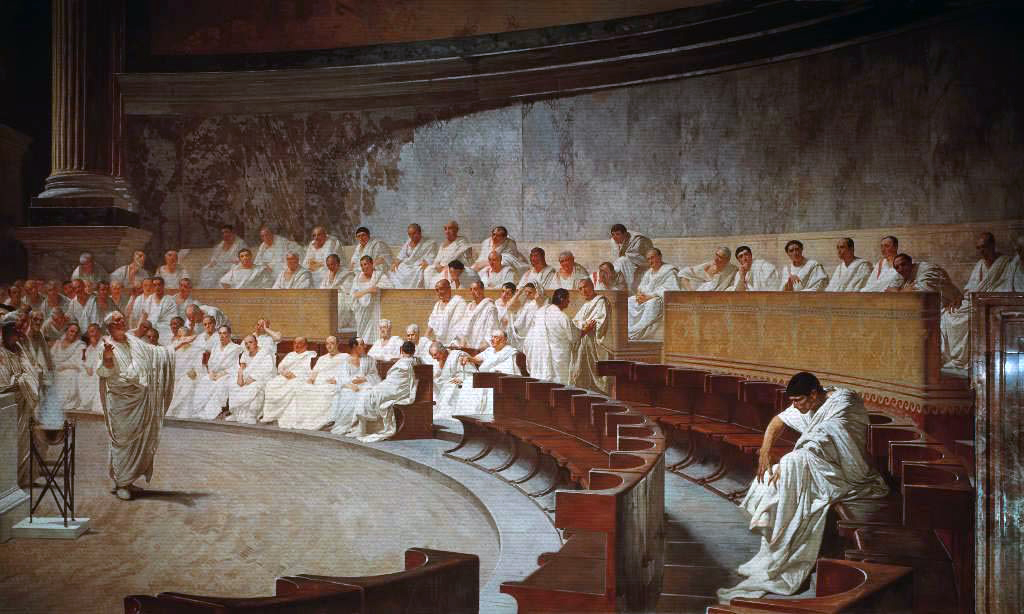
سیسرون، کاتیلینا را متهم به توطئه بر ضد جمهوری می‌کند. نگاره از چزاره ماکاری

در موارد استثنائی، کنسول‌ها می‌توانستند از سوی سنا اختیار و قدرت مطلق بگیرند. این قدرت اعطایی را فرمان نهایی سنا برای دفاع از جمهوری یا به لاتین senatus consultum de re publica defendenda می‌نامیدند؛ در دوران کنسولی سیسرون پس از توطئه کاتیلینا علیه جمهوری، نام این قدرت اعطایی را senatus consultum ultimum∗ گذاشتند که فرمول آن به شرح زیر بود:
(لاتین) Caveant consules ne quid detrimenti res publica capiat
(فارسی) کنسولها مراقبت [کافی] را بعمل آورند تا دولت با خطری مواجه نشود.
فرمول بالا در موارد معدودی مورد استفاده قرار گرفت:
- در قضیه به قدرت رسیدن گایوس گراکوس∗ در ۱۲۱ پیش از میلاد
- در قضیه راهپیمایی به سوی رم توسط امیلیوس لپیدوس∗ در ۷۷ پیش از میلاد
- در قضیه توطئه کاتیلینا در ۶۳ پیش از میلاد
- در قضیه گذر کردن ژولیوس سزار از روبیکن در ۴۹ پیش از میلاد

## یادداشت
^ . به انگلیسی: Magistrate، به ایتالیایی: Magistrato، به عربی: رجل القضاء؛ می‌شود آنرا به «دادرس» هم ترجمه کرد.
^ . Consus، پلوتارک همچنین گفته که رومیان به شوراها و مجامع تبادل نظر خود Concilium می‌گویند که از همین نام آمده‌است.
^ . Marcus Valerius Corvus
^ . Lucius Sextius Lateranus
^ . Marcus Calpurnius Bibulus
^ . به لاتین: consul suffectus، به انگلیسی: suffect consul
^ . consul ordinarius، به انگلیسی: ordinary consul
^ . به لاتین: tribunus militum، به انگلیسی: military tribune. تریبون نظامی یک درجه افسری در ارتش روم بود.
^ . quaestor urbanus
^ . به انگلیسی: final decree of the senate، به معنای اتمام حجت سنا
^ . Gaius Gracchus
^ . Marcus Aemilius Lepidus
^ . عنوان اثر: Cicerone denuncia Catilina
^ . Cesare Maccari